# تبة تركمان
تبة تركمان هي قرية في مقاطعة أرومية، إيران. يقدر عدد سكانها بـ 509 نسمة بحسب إحصاء 2016.